# Стимсон Кросинг (Вашингтон)
Стимсон Кросинг (енгл. Stimson Crossing) град је у америчкој савезној држави Вашингтон.

## Демографија
По попису из 2000. године број становника је 773.
| Група             | 2000.       | 2010.    |
| Белци             | 704 (91,1%) | 0 (0,0%) |
| Афроамериканци    | 5 (0,6%)    | 0 (0,0%) |
| Азијати           | 19 (2,5%)   | 0 (0,0%) |
| Хиспаноамериканци | 16 (2,1%)   | 0 (0,0%) |
| Укупно            | 773         | 0        |